# Filiátes
Filiátes (en grec moderne : Φιλιάτες) est un dème situé dans la périphérie d'Épire en Grèce. Le dème actuel est issu de la fusion en 2011 entre les dèmes de Filiátes et de Sagiáda.

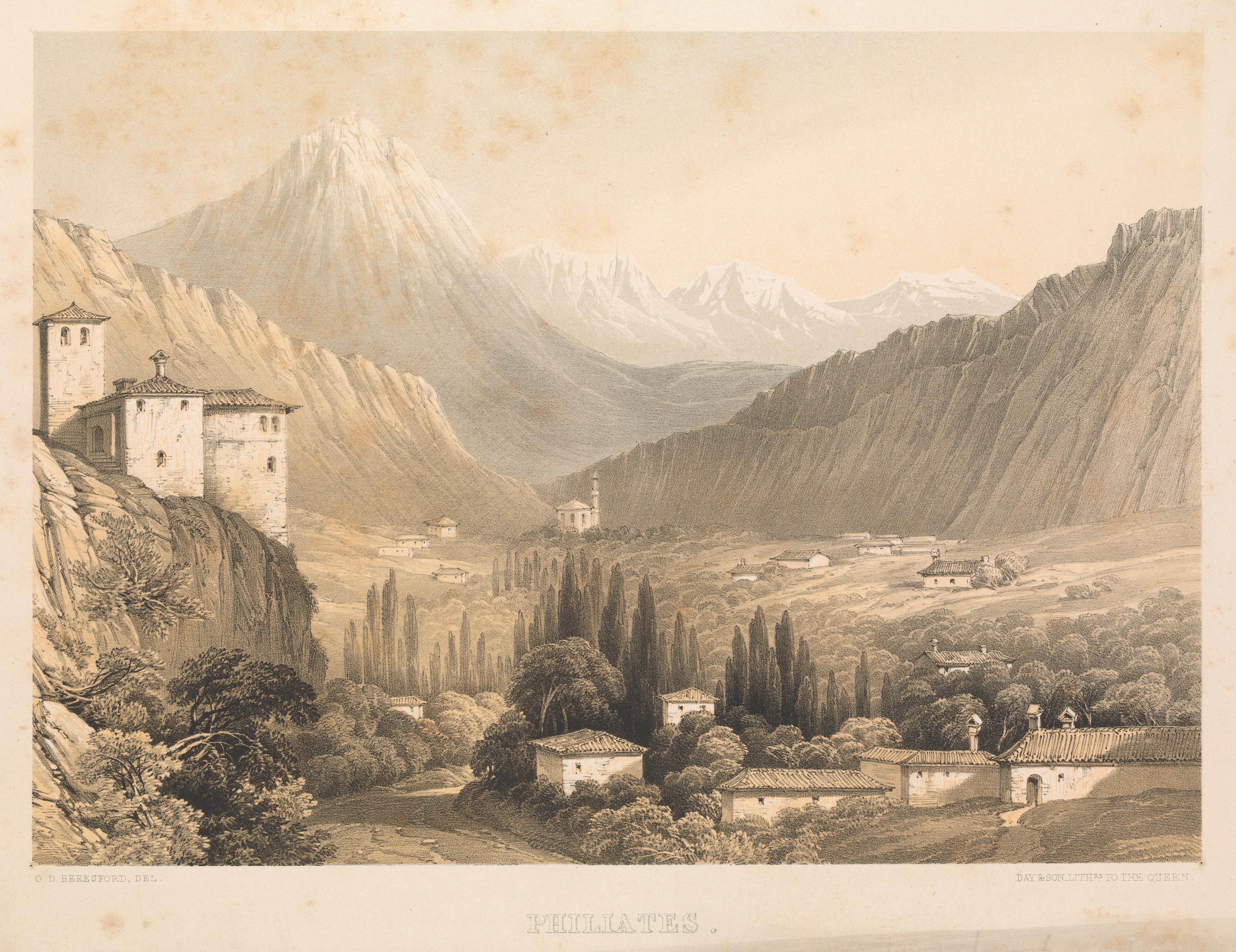